# Stinson L-1
Die Stinson L-1 (vor 1942: O-49) „Vigilant“ war ein leichtes Verbindungs- und Beobachtungsflugzeug der US-Streitkräfte im Zweiten Weltkrieg.

## Übersicht

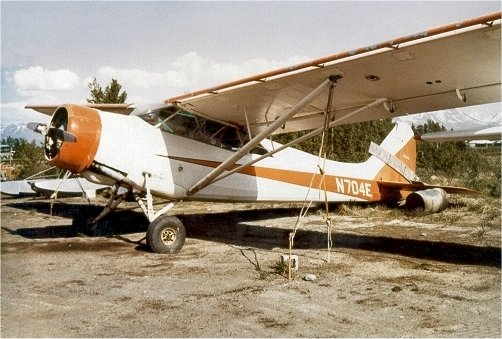
Stinson L-1 nach der Ausmusterung mit zivilem Kennzeichen

Mit dem Einsatz der O-49 als Beobachtungsflugzeug zur Luftnahunterstützung zeigt sich eine bedeutende Trendwende in der Beschaffungmethode des US-Air Corps. In der Zwischenkriegszeit wurden noch Ganzmetallkonstruktionen mit starker Motorisierung und Bewaffnung im Auftrag der Armee entwickelt. Mit zunehmender Verbesserung der Jagdflugzeuge der in Frage kommenden Gegner geriet dieses Konzept zunehmend unter Kritik. Jahrelanges „Tauziehen“ zwischen den verschiedenen Armeestellen, der Air Force und den Flugzeugherstellern war die Folge. Als die US-Army anlässlich des Kriegseintrittes der USA 1941 und insbesondere des Beginns des Nordafrika-Feldzuges in Zugzwang geriet, fiel die Wahl auf erfolgreiche zivile Grundkonstruktionen der Vorkriegszeit. Die marktführenden Hersteller wie Piper, Aeronca, Stinson und andere wurden aufgefordert, ihre Produkte für den Einsatz als Beobachtungs- und Verbindungsflugzeug durch die Armee testen zu lassen. Die Genialität dieser Entscheidung lag in den geringen Entwicklungskosten, der sparsamen Verwendung kriegswichtiger Rohstoffe und der Bedienerfreundlichkeit der Entwürfe. Es handelte sich vorwiegend um stoffbespannte Stahlgitterrümpfe und Flügel aus dem Grundstoff Holz. Auf Bewaffnung wurde zugunsten des Gewichtes verzichtet, die Flugzeuge hatten aber hervorragende Langsam- und Tiefflugeigenschaften. Der Nachteil lag in der anfänglich schwerwiegenden Untermotorisierung der zivilen Sportflugzeuge. Die Stinson Model 74 bot mit einem Sternmotor noch akzeptable Leistungen, und es wurden 142 Exemplare mit der militärischen Bezeichnung O-49 (O für Observer, zu deutsch: Beobachter) übernommen. Eine Version mit einem um 30 cm längerem Rumpf folgte als O-49A, 182 Exemplare wurden davon bestellt.

## Weiterentwicklung
Sie wurde an allen Kriegsschauplätzen des Zweiten Weltkrieges eingesetzt und bekam zu den ursprünglich zugedachten Aufgaben ständig neue dazu. So wurde das Flugzeug, das mit automatisch ausfahrenden Vorflügeln ausgestattet war, auch zum Verwundetentransport, für Kurierdienste und für Versorgung und Frontkommunikation in unwegsamen Gebieten eingesetzt. Mehrere andere zivile Muster folgten der O-49 nach, und alle diese Muster wurden 1942 mit dem Kennbuchstaben „L“ für „Liaison“ (zu deutsch: „Verbindung“) versehen. So wurde aus der O-49 die L-1 bzw. aus der O-49A die L-1A. In weiterer Folge wurden die Versionen L-1B bis L-1F (F steht für floats, zu deutsch: Schwimmer, fünf Exemplare der Wasserflugzeugversion wurden hergestellt) und L-1T hergestellt.
Bis 1945 wurden unter anderem mit der L-1 wegen ihrer gutmütigen Flugeigenschaften aerodynamische Experimente wie die aktive Grenzschichtabsaugung durchgeführt. Dabei wurde ein 80 PS starker Kompressor mitgeführt, der über die gesamte Flügellänge die widerstandserzeugende turbulente Grenzschicht abgesaugt. Das Ergebnis der von Professor Edgar Stalker durchgeführten Experimente verlief zu Ungunsten der neuen Technologie wegen mangelnder Rentabilität, es wurden aber relevante Daten gewonnen.
Die Royal Air Force und die australischen Luftstreitkräfte (RAAF) setzten die L-1 im Zuge des Leih- und Pachtgesetzes als Stinson Vigilant in Europa und Asien ein.

## Produktion
Abnahme der Stinson L-1 durch die USAAF:
| Version | 1940 | 1941 | 1942 | SUMME |
| ------- | ---- | ---- | ---- | ----- |
| L-1     | 1    | 171  | 152  | 324   |

## Technische Daten
| Kenngröße             | Daten                                |
| --------------------- | ------------------------------------ |
| Besatzung             | 2                                    |
| Länge                 | 10,40 m                              |
| Spannweite            | 15,54 m                              |
| Höhe                  | 3,05 m                               |
| Leermasse             | 1.211 kg                             |
| Startmasse            | 1.535 kg                             |
| Höchstgeschwindigkeit | 196 km/h                             |
| Dienstgipfelhöhe      | 5.486 m (ca. 18.000 ft)              |
| Reichweite            | 450 km                               |
| Triebwerk             | Lycoming R-680-9 mit 295 PS (217 kW) |
| Bewaffnung            | –                                    |